# Écomusée de la pêche et de la mer
L'écomusée de la pêche et de la mer se situe à la Maison du Port à Capbreton, dans le département français des Landes.

## Présentation
L'écomusée présente les poissons vivant dans les eaux du sud du Golfe de Gascogne. Il aborde ensuite l'univers de la pêche au pont supérieur, avec un poste de pilotage. Une exposition permanente des différents acteurs locaux qui militent pour l'océan (Groupe d'étude de la faune marine atlantique, Aquitaine Landes Récifs, surf, plongée, sauvetage côtier...) présente leur action. Un film sur la pêche (anecdotes de pêcheurs locaux) témoigne des conditions de vie d'un marin pêcheur.